# Kazimierz Klęk
Kazimierz Klęk (ur. 3 marca 1940 w Glewie, zm. 12 sierpnia 2019 w Warszawie) – polski inżynier chemik i polityk. W 1981 minister przemysłu chemicznego, od 1980 do 1985 poseł na Sejm PRL VIII kadencji.

## Życiorys
Syn Mariana i Wiktorii, pochodził z rodziny inteligenckiej. W 1962 ukończył studia na Politechnice Śląskiej i rozpoczął pracę w przemyśle chemicznym; w latach 1971–1975 był dyrektorem rafinerii nafty w Czechowicach-Dziedzicach, następnie do 1976 naczelny dyrektor Zjednoczenia Budowy Aparatury Chemicznej „Metalchem” w Gliwicach, a w latach 1976–1980 dyrektorem naczelnym Mazowieckich Zakładów Rafineryjnych i Petrochemicznych w Płocku.
Od 1961 należał do Polskiej Zjednoczonej Partii Robotniczej, był w niej sekretarzem oddziałowej organizacji partyjnej oraz członkiem komitetu zakładowego i komitetu wojewódzkiego. Od maja 1980 podsekretarz stanu w Ministerstwie Przemysłu Chemicznego, a od 12 lutego 1981 do 3 lipca 1981 minister tegoż resortu w rządzie Wojciecha Jaruzelskiego. W latach 1982–1986 był radcą handlowym w Ambasady PRL w Rzymie, następne 1986–1987 podsekretarz stanu w Ministerstwie Handlu Zagranicznego, a od 1 grudnia 1988 do 30 września 1990 w Ministerstwie Przemysłu.
W latach 1980–1985 był posłem na Sejm PRL VIII kadencji.
W latach 1986–1989 był przewodniczącym rady nadzorczej Banku Rozwoju Eksportu, pierwszym w jego historii.
Zmarł w wyniku stwardnienia zanikowego bocznego, pochowany na Cmentarzu w Wilanowie.

## Odznaczenia
- Krzyż Oficerski Orderu Odrodzenia Polski
- Krzyż Kawalerski Orderu Odrodzenia Polski
- Złoty Krzyż Zasługi
- Srebrny Krzyż Zasługi[5]